# Hæmocyanin
Hæmocyanin er blå, kobberholdige, oxygen-transporterende proteiner som kan findes i blodet (extracellulært) hos bløddyr og leddyr. Hæmocyanin kan blandt andet findes i vinbjergsnegle samt blæksprutter. 